# OL Reign
OL Reign is een Amerikaanse professionele vrouwenvoetbalvereniging die uitkomt in de NWSL. 
De club werd in 2012 opgericht als Seattle Reign FC door Bill en Teresa Predmore, toen de Amerikaanse profcompetitie NWSL werd opgericht. De club verhuisde in 2019 naar Tacoma, waarna het zichzelf omdoopte tot Reign FC.
In januari 2020 kocht OL Groupe, het moederbedrijf van de Franse voetbalclub Olympique Lyonnais, een meerderheidsbelang in het team. De Predmores behielden een belang van 7,5% in de club en voormalig NBA-ster Tony Parker, een zakenpartner van OL, kocht een belang van 3%. De club werd omgedoopt tot OL Reign kort nadat Olympique Lyonnais het overnam.

## Prestaties
In 2014 en 2015 won OL Reign de NWSL Shield, de prijs voor het team met de meeste punten aan het eind van het seizoen.